# Copa Africana de Naciones Femenina 2024
La Copa Africana de Naciones Femenina de 2024 (en inglés: Women's Africa Cup of Nations Morrocco 2024; en francés: Coupe d'Afrique des nations féminine 2024) fue la 13.ª edición, (15.ª edición si se incluyen los torneos sin anfitriones), organizado por la CAF para los equipos nacionales femeninos de África. El torneo se llevó a cabo en Marruecos por segunda vez consecutiva.

## Organización

### Sedes
| Casablanca           | Casablanca        | Casablanca Berkán Mohammedía Rabat Uchda | Casablanca Berkán Mohammedía Rabat Uchda |
| Estadio Larbi Zaouli | Estadio Père Jégo | Casablanca Berkán Mohammedía Rabat Uchda | Casablanca Berkán Mohammedía Rabat Uchda |
| Capacidad: 20 000    | Capacidad: 10 000 | Casablanca Berkán Mohammedía Rabat Uchda | Casablanca Berkán Mohammedía Rabat Uchda |
|                      |                   | Casablanca Berkán Mohammedía Rabat Uchda | Casablanca Berkán Mohammedía Rabat Uchda |
| Berkán               | Mohammedía        | Rabat                                    | Uchda                                    |
| Estadio Berkane      | Estadio El Bachir | Estadio Olímpico                         | Estadio Honneur (Stade d'Honneur)        |
| Capacidad: 12 000    | Capacidad: 15 000 | Capacidad: 21 000                        | Capacidad: 35 000                        |
|                      |                   |                                          |                                          |

### Árbitros
En total, se designaron 18 árbitros, 18 árbitros asistentes y 10 árbitros VAR para el torneo.
Árbitros principales
- Ghada Mehat
- Awa Alphonsine Ilboudo
- Suavis Iratunga
- Aline Guimbang Etong
- Shahenda El Maghrabi
- Akissi Konan
- Josephine Wanjiku
- Yacine Samassa
- Bouchra Karboubi

- Sabah Sadir
- Twanyanyukwa Antsino
- Yemisi Akintoye
- Aline Umutoni
- Aminata Fullah
- Akhona Makalima
- Vincentia Amedome
- Dorsaf Ganouati
- Shamirah Nabadda

Árbitros asistentes
- Asma Feriel Ouahab
- Nafissatou Yekini
- Fides Bangourabona
- Carine Atezambong Fomo
- Mireille Kanjinga
- Yara Atef
- Mahawa Kourouma
- Hannah Moses
- Fanta Kone
- Mariem Chedad
- Fathia Jermoumi
- Ishsane Nouajli
- Sakina Hamidou Alfa
- Alice Umutesi
- Tabara Mbodji
- Houda Afine
- Diana Chikotesha
- Nancy Kasitu

Árbitros VAR
- Lamia Atman
- Hossam Haggag
- Letticia Viana
- Pierre Atcho
- Daniel Nii Laryea
- Abdulrazg Ahmed
- Babacar Sarr
- Maria Rivet
- Salima Mukansanga
- Abdalaziz Yasir Ahmed

### Formato de competición
El torneo consiste en tres grupos de 4 equipos donde los 2 mejores de cada grupo y 2 mejores terceros avanzarán a la segunda ronda. Los ocho mejores equipos se medirán en encuentros de eliminación directa; cuartos de final, semifinales, partido por el 3.º lugar y final.

## Equipos participantes
| Equipos participantes | Equipos participantes | Equipos participantes      | Equipos participantes |
| --------------------- | --------------------- | -------------------------- | --------------------- |
| Argelia               | Malí                  | Rep. Democrática del Congo | Tanzania              |
| Botsuana              | Marruecos             | Senegal                    | Túnez                 |
| Ghana                 | Nigeria               | Sudáfrica                  | Zambia                |

### Sorteo
El sorteo final se llevó a cabo en el Centro Técnico Mohammed VI en Salé el 22 de noviembre de 2024. Los 12 equipos clasificados formaron tres grupos.
El anfitrión, Marruecos, fue asignado a la posición A1. Nigeria (mejor clasificado) y Sudáfrica (vigente campeón) fueron asignados a B1 y C1 respectivamente.
| Cabezas de serie                        | Bombo 1            | Bombo 2              | Bombo 3                                           |
| --------------------------------------- | ------------------ | -------------------- | ------------------------------------------------- |
| Marruecos (Anfitrión) Nigeria Sudáfrica | Zambia Ghana Túnez | Malí Senegal Argelia | República Democrática del Congo Tanzania Botsuana |

## Fase de grupos
– Clasificado a cuartos de final.

     – Clasificado a cuartos de final como uno de los dos mejores terceros.
- Todos los horarios corresponden a la hora local de Marruecos (UTC+1).

### Grupo A
| Equipo                     | Pts | PJ | PG | PE | PP | GF | GC | Dif |
| -------------------------- | --- | -- | -- | -- | -- | -- | -- | --- |
| Marruecos                  | 7   | 3  | 2  | 1  | 0  | 7  | 4  | +3  |
| Zambia                     | 7   | 3  | 2  | 1  | 0  | 6  | 4  | +2  |
| Senegal                    | 3   | 3  | 1  | 0  | 2  | 6  | 4  | +2  |
| Rep. Democrática del Congo | 0   | 3  | 0  | 0  | 3  | 2  | 9  | –7  |

| 5 de julio | Marruecos                       | 2:2 (1:2) | Zambia                    | Estadio Olímpico, Rabat   |                           |
| 21:00      | Jraïdi 12' (pen.) · Chebbak 88' | Reporte   | Banda 1' · Kundananji 27' | Árbitra: Shamirah Nabadda | Árbitra: Shamirah Nabadda |

| 6 de julio | Senegal                           | 4:0 (4:0) | Rep. Democrática del Congo | Estadio El Bachir, Mohammedía |                               |
| 15:00      | Diop 5', 22' · N. Ndiaye 13', 40' | Reporte   |                            | Árbitra: Shahenda El-Maghrabi | Árbitra: Shahenda El-Maghrabi |

| 9 de julio | Zambia                          | 3:2 (1:1) | Senegal                  | Estadio El Bachir, Mohammedía |                            |
| 17:00      | Banda 12', 73' · Kundananji 51' | Reporte   | N. Ndiaye 5', 80' (pen.) | Árbitra: Vincentia Amédomé    | Árbitra: Vincentia Amédomé |

| 9 de julio | Rep. Democrática del Congo | 2:4 (1:2) | Marruecos                                 | Estadio Olímpico, Rabat       |                               |
| 20:00      | Kanjinga 6' · Mawete 70'   | Reporte   | Chebbak 25', 43', 76' · Mrabet 83' (pen.) | Árbitra: Antsino Twanyanyukwa | Árbitra: Antsino Twanyanyukwa |

| 12 de julio | Marruecos           | 1:0 (1:0) | Senegal | Estadio Olímpico, Rabat   |                           |
| 20:00       | Mrabet 45+2' (pen.) | Reporte   |         | Árbitra: Shamirah Nabadda | Árbitra: Shamirah Nabadda |

| 12 de julio | Zambia        | 1:0 (1:0) | Rep. Democrática del Congo | Estadio El Bachir, Mohammedía |                            |
| 20:00       | Kundananji 9' | Reporte   |                            | Árbitra: Josephine Wanjiku    | Árbitra: Josephine Wanjiku |

### Grupo B
| Equipo   | Pts | PJ | PG | PE | PP | GF | GC | Dif |
| -------- | --- | -- | -- | -- | -- | -- | -- | --- |
| Nigeria  | 7   | 3  | 2  | 1  | 0  | 4  | 0  | +4  |
| Argelia  | 5   | 3  | 1  | 2  | 0  | 1  | 0  | +1  |
| Botsuana | 3   | 3  | 1  | 0  | 2  | 2  | 3  | –1  |
| Túnez    | 1   | 3  | 0  | 1  | 2  | 1  | 5  | –4  |

| 6 de julio | Nigeria                                  | 3:0 (2:0) | Túnez | Estadio Larbi Zaouli, Casablanca |                          |
| 17:00      | Oshoala 4' · Babajide 45+1' · Ihezuo 84' | Reporte   |       | Árbitra: Suavis Iratunga         | Árbitra: Suavis Iratunga |

| 6 de julio | Argelia       | 1:0 (1:0) | Botsuana | Estadio Père Jégo, Casablanca |                         |
| 20:00      | Karchouni 10' | Reporte   |          | Árbitra: Yacine Samassa       | Árbitra: Yacine Samassa |

| 10 de julio | Túnez | 0:0     | Argelia | Estadio Père Jégo, Casablanca |                          |
| 17:00       |       | Reporte |         | Árbitra: Akhona Makalima      | Árbitra: Akhona Makalima |

| 10 de julio | Botsuana | 0:1 (0:0) | Nigeria    | Estadio Larbi Zaouli, Casablanca |                        |
| 20:00       |          | Reporte   | Ihezuo 89' | Árbitra: Aline Umutoni           | Árbitra: Aline Umutoni |

| 13 de julio | Nigeria | 0:0     | Argelia | Estadio Larbi Zaouli, Casablanca |                               |
| 20:00       |         | Reporte |         | Árbitra: Antsino Twanyanyukwa    | Árbitra: Antsino Twanyanyukwa |

| 13 de julio | Túnez          | 1:2 (1:0) | Botsuana                          | Estadio Père Jégo, Casablanca |                               |
| 20:00       | Khanchouch 12' | Reporte   | Radiakanyo 66' · Ontlametse 90+5' | Árbitra: Aline Guimbang Etong | Árbitra: Aline Guimbang Etong |

### Grupo C
| Equipo    | Pts | PJ | PG | PE | PP | GF | GC | Dif |
| --------- | --- | -- | -- | -- | -- | -- | -- | --- |
| Sudáfrica | 7   | 3  | 2  | 1  | 0  | 7  | 1  | +6  |
| Ghana     | 4   | 3  | 1  | 1  | 1  | 5  | 4  | +1  |
| Malí      | 4   | 3  | 1  | 1  | 1  | 2  | 5  | –3  |
| Tanzania  | 1   | 3  | 0  | 1  | 2  | 2  | 6  | –4  |

| 7 de julio | Sudáfrica                            | 2:0 (2:0) | Ghana | Estadio Honneur, Uchda    |                           |
| 17:00      | Motlhalo 28' (pen.) · Seoposenwe 34' | Reporte   |       | Árbitra: Bouchra Karboubi | Árbitra: Bouchra Karboubi |

| 7 de julio | Malí            | 1:0 (1:0) | Tanzania | Estadio Berkane, Berkán       |                               |
| 20:00      | S. Traoré 45+1' | Reporte   |          | Árbitra: Aline Guimbang Etong | Árbitra: Aline Guimbang Etong |

| 11 de julio | Ghana   | 1:1 (1:0) | Malí          | Estadio Berkane, Berkán |                      |
| 17:00       | Kusi 6' | Reporte   | A. Traoré 52' | Árbitra: Ghada Mehat    | Árbitra: Ghada Mehat |

| 11 de julio | Tanzania    | 1:1 (1:0) | Sudáfrica | Estadio Honneur, Uchda |                        |
| 20:00       | Clement 24' | Reporte   | Mbane 70' | Árbitra: Natacha Konan | Árbitra: Natacha Konan |

| 14 de julio | Sudáfrica                                          | 4:0 (2:0) | Malí | Estadio Honneur, Uchda    |                           |
| 20:00       | Ramalepe 5' · Jane 32' · Magaia 61' · Donnelly 79' | Reporte   |      | Árbitra: Bouchra Karboubi | Árbitra: Bouchra Karboubi |

| 14 de julio | Ghana                                                      | 4:1 (1:1) | Tanzania     | Estadio Berkane, Berkán  |                          |
| 20:00       | Adubea 12' · Kusi 63' (pen.) · Badu 87' · Boye-Hlorkah 90' | Reporte   | Athumani 41' | Árbitra: Dorsaf Ganouati | Árbitra: Dorsaf Ganouati |

### Mejores terceros
| Selección | Gr. | Pts. | PJ | PG | PE | PP | GF | GC | Dif |
| --------- | --- | ---- | -- | -- | -- | -- | -- | -- | --- |
| Malí      | C   | 4    | 3  | 1  | 1  | 1  | 2  | 5  | –3  |
| Senegal   | A   | 3    | 3  | 1  | 0  | 2  | 6  | 4  | +2  |
| Botsuana  | B   | 3    | 3  | 1  | 0  | 2  | 2  | 3  | –1  |

## Fase de eliminatorias

### Cuadro de desarrollo
|  | Cuartos de final | Cuartos de final |                |       | Semifinales  | Semifinales  |  |  | Final | Final |
|  |                  |                  |                |       |              |              |  |  |       |       |
|  |                  |                  |                |       |              |              |  |  |       |       |
|  |                  |                  |                |       |              |              |  |  |       |       |
|  | Marruecos        | 3                |                |       |              |              |  |  |       |       |
|  | Marruecos        | 3                |                |       |              |              |  |  |       |       |
|  | Malí             | 1                |                |       |              |              |  |  |       |       |
|  | Malí             | 1                | Marruecos (p.) | 1 (4) |              |              |  |  |       |       |
|  |                  |                  | Marruecos (p.) | 1 (4) |              |              |  |  |       |       |
|  |                  | Ghana            | 1 (2)          |       |              |              |  |  |       |       |
|  | Argelia          | Ghana            | 1 (2)          | 0 (2) |              |              |  |  |       |       |
|  | Argelia          |                  |                | 0 (2) |              |              |  |  |       |       |
|  | Ghana (p.)       | 0 (4)            |                |       |              |              |  |  |       |       |
|  | Ghana (p.)       | 0 (4)            | Marruecos      | 2     |              |              |  |  |       |       |
|  |                  |                  | Marruecos      | 2     |              |              |  |  |       |       |
|  |                  | Nigeria          | 3              |       |              |              |  |  |       |       |
|  | Nigeria          | Nigeria          | 3              | 5     |              |              |  |  |       |       |
|  | Nigeria          |                  |                | 5     |              |              |  |  |       |       |
|  | Zambia           | 0                |                |       |              |              |  |  |       |       |
|  | Zambia           | 0                | Nigeria        | 2     |              |              |  |  |       |       |
|  |                  |                  | Nigeria        | 2     |              |              |  |  |       |       |
|  |                  | Sudáfrica        | 1              |       | Tercer lugar | Tercer lugar |  |  |       |       |
|  | Sudáfrica (p.)   | Sudáfrica        | 1              | 0 (4) | Tercer lugar | Tercer lugar |  |  |       |       |
|  | Sudáfrica (p.)   |                  |                | 0 (4) |              |              |  |  |       |       |
|  | Senegal          | 0 (1)            |                |       |              |              |  |  |       |       |
|  | Senegal          | 0 (1)            | Ghana (p.)     | 1 (4) |              |              |  |  |       |       |
|  |                  |                  |                |       |              |              |  |  |       |       |
|  | Sudáfrica        | 1 (3)            |                |       |              |              |  |  |       |       |
|  | Sudáfrica        | 1 (3)            |                |       |              |              |  |  |       |       |

### Cuartos de final
| 18 de julio | Nigeria                                                               | 5:0 (3:0) | Zambia | Estadio Larbi Zaouli, Casablanca |                           |
| 18:00       | Ohale 2' · Okoronkwo 33' · Ihezuo 45' · Demehin 68' · Ijamilusi 90+1' | Reporte   |        | Árbitra: Bouchra Karboubi        | Árbitra: Bouchra Karboubi |

| 18 de julio | Marruecos                            | 3:1 (1:0) | Malí                   | Estadio Olímpico, Rabat  |                          |
| 21:00       | Jraïdi 7', 79' (pen.) · Chapelle 89' | Reporte   | A. Traoré 90+7' (pen.) | Árbitra: Akhona Makalima | Árbitra: Akhona Makalima |

| 19 de julio | Argelia                                      | 0:0 (t. s.)(2:4 p.)        | Ghana                                  | Estadio Berkane, Berkán |                        |
| 18:00       |                                              | Reporte                    |                                        | Árbitra: Aline Umutoni  | Árbitra: Aline Umutoni |
|             |                                              | Tiros desde el punto penal |                                        |                         |                        |
|             | Dafeur · Guellati · Belloumou · Taleb Muller |                            | Bonsu · Boaduwaa · Boye-Hlorkah · Badu |                         |                        |

| 19 de julio | Sudáfrica                              | 0:0 (t. s.)(4:1 p.)        | Senegal                  | Estadio Honneur, Uchda        |                               |
| 21:00       |                                        | Reporte                    |                          | Árbitra: Shahenda El-Maghrabi | Árbitra: Shahenda El-Maghrabi |
|             |                                        | Tiros desde el punto penal |                          |                               |                               |
|             | Dhlamini · Makhubela · Salgado · Mbane |                            | Diop · N. Ndiaye · Kandé |                               |                               |

### Semifinales
| 22 de julio | Nigeria                           | 2:1 (1:0) | Sudáfrica           | Estadio Larbi Zaouli, Casablanca |                           |
| 18:00       | Ajibade 45' (pen.) · Alozie 90+4' | Reporte   | Motlhalo 60' (pen.) | Árbitra: Shamirah Nabadda        | Árbitra: Shamirah Nabadda |

| 22 de julio | Marruecos                                | 1:1 (1:1, 0:1) (t. s.)(4:2 p.) | Ghana                        | Estadio Olímpico, Rabat  |                          |
| 21:00       | Ouzraoui 55'                             | Reporte                        | Nyamekye 26'                 | Árbitra: Suavis Iratunga | Árbitra: Suavis Iratunga |
|             |                                          | Tiros desde el punto penal     |                              |                          |                          |
|             | Aït El Haj · Jraïdi · Chapelle · Lahmari |                                | Bonsu · Kusi · Badu · Yeboah |                          |                          |

### Tercer puesto
| 25 de julio | Ghana                                    | 1:1 (0:1) (4:3 p.)         | Sudáfrica                                        | Estadio Larbi Zaouli, Casablanca |                               |
| 21:00       | Dlamini 68' (a.g.)                       | Reporte                    | Mthandi 45'                                      | Árbitra: Shahenda El-Maghrabi    | Árbitra: Shahenda El-Maghrabi |
|             |                                          | Tiros desde el punto penal |                                                  |                                  |                               |
|             | Chantelle · Kusi · Bonsu · Cudjoe · Amoh |                            | Motlhalo · Mbane · Holweni · Magaia · Seoposenwe |                                  |                               |

### Final
| 26 de julio | Marruecos                 | 2:3 (2:0) | Nigeria                                             | Estadio Olímpico, Rabat                              |                                                      |
| 21:00       | Chebbak 12' · Mssoudy 24' | Reporte   | Okoronkwo 64' (pen.) · Ijamilusi 71' · Echegini 88' | Árbitra: Antsino Twanyanyukwa VAR: Salima Mukansanga | Árbitra: Antsino Twanyanyukwa VAR: Salima Mukansanga |

|                             |
| Bandera de Nigeria          |
| Campeón Nigeria 10.º título |

## Estadísticas

### Tabla general
| Pos. | Equipo                     | Pts. | PJ | PG | PE | PP | GF | GC | Dif. | Rend.  |
| ---- | -------------------------- | ---- | -- | -- | -- | -- | -- | -- | ---- | ------ |
| 1    | Nigeria                    | 16   | 6  | 5  | 1  | 0  | 14 | 3  | 11   | 88,9 % |
| 2    | Marruecos                  | 11   | 6  | 3  | 2  | 1  | 13 | 9  | 4    | 61,1 % |
| 3    | Ghana                      | 7    | 6  | 1  | 4  | 1  | 7  | 6  | 1    | 38,8 % |
| 4    | Sudáfrica                  | 9    | 6  | 2  | 3  | 1  | 9  | 4  | 5    | 50 %   |
| 5    | Zambia                     | 7    | 4  | 2  | 1  | 1  | 6  | 9  | –3   | 58,3 % |
| 6    | Argelia                    | 6    | 4  | 1  | 3  | 0  | 1  | 0  | 1    | 50 %   |
| 7    | Senegal                    | 4    | 4  | 1  | 1  | 2  | 6  | 4  | 2    | 33,3 % |
| 8    | Malí                       | 4    | 4  | 1  | 1  | 2  | 3  | 8  | –5   | 33,3 % |
| 9    | Botsuana                   | 3    | 3  | 1  | 0  | 2  | 2  | 3  | –1   | 33,3 % |
| 10   | Tanzania                   | 1    | 3  | 0  | 1  | 2  | 2  | 6  | –4   | 11,1 % |
| 11   | Túnez                      | 1    | 3  | 0  | 1  | 2  | 1  | 5  | –4   | 11,1 % |
| 12   | Rep. Democrática del Congo | 0    | 3  | 0  | 0  | 3  | 2  | 9  | –7   | 0,0 %  |

### Goleadoras
| Jugadora            | Equipo    | Goles |
| ------------------- | --------- | ----- |
| Ghizlane Chebbak    | Marruecos | 5     |
| Nguenar Ndiaye      | Senegal   | 4     |
| Ibtissam Jraïdi     | Marruecos | 3     |
| Chinwendu Ihezuo    | Nigeria   | 3     |
| Barbra Banda        | Zambia    | 3     |
| Racheal Kundananji  | Zambia    | 3     |
| Alice Kusi          | Ghana     | 2     |
| Aissata Traoré      | Malí      | 2     |
| Yasmin Mrabet       | Marruecos | 2     |
| Folashade Ijamilusi | Nigeria   | 2     |
| Esther Okoronkwo    | Nigeria   | 2     |
| Mama Diop           | Senegal   | 2     |
| Linda Motlhalo      | Sudáfrica | 2     |

| Ghoutia Karchouni      | Argelia                    | 1 |
| Gaonyadiwe Ontlametse  | Botsuana                   | 1 |
| Lesego Radiakanyo      | Botsuana                   | 1 |
| Princella Adubea       | Ghana                      | 1 |
| Evelyn Badu            | Ghana                      | 1 |
| Chantelle Boye-Hlorkah | Ghana                      | 1 |
| Stella Nyamekye        | Ghana                      | 1 |
| Saratou Traoré         | Malí                       | 1 |
| Kenza Chapelle         | Marruecos                  | 1 |
| Sanaâ Mssoudy          | Marruecos                  | 1 |
| Sakina Ouzraoui        | Marruecos                  | 1 |
| Rasheedat Ajibade      | Nigeria                    | 1 |
| Michelle Alozie        | Nigeria                    | 1 |
| Rinsola Babajide       | Nigeria                    | 1 |
| Oluwatosin Demehin     | Nigeria                    | 1 |
| Jennifer Echegini      | Nigeria                    | 1 |
| Osinachi Ohale         | Nigeria                    | 1 |
| Asisat Oshoala         | Nigeria                    | 1 |
| Merveille Kanjinga     | Rep. Democrática del Congo | 1 |
| Flavine Mawete         | Rep. Democrática del Congo | 1 |
| Ronnel Donnelly        | Sudáfrica                  | 1 |
| Refiloe Jane           | Sudáfrica                  | 1 |
| Hildah Magaia          | Sudáfrica                  | 1 |
| Bambanani Mbane        | Sudáfrica                  | 1 |
| Nonhlanhla Mthandi     | Sudáfrica                  | 1 |
| Lebohang Ramalepe      | Sudáfrica                  | 1 |
| Jermaine Seoposenwe    | Sudáfrica                  | 1 |
| Stumai Athumani        | Tanzania                   | 1 |
| Opah Clement           | Tanzania                   | 1 |
| Yesmin Khanchouch      | Túnez                      | 1 |

### Autogoles
| Jugadora       | Selección | Rival | Anotado · Autogol |
| -------------- | --------- | ----- | ----------------- |
| Andile Dlamini | Sudáfrica | Ghana | 1                 |

## Premios y reconocimientos
| Premio           |  | Jugadora          | Equipo    |
| ---------------- |  | ----------------- | --------- |
| Mejor jugadora   |  | Rasheedat Ajibade | Nigeria   |
| Mejor guardameta |  | Chiamaka Nnadozie | Nigeria   |
| Máxima goleadora |  | Ghizlane Chebbak  | Marruecos |

| Premio                           | Equipo    |
| -------------------------------- | --------- |
| Premio al Juego Limpio de la CAF | Sudáfrica |